# ウム・ハジェル

## 概要
ウム・ハジェルは、チャドの町で、バタ州の東バタ県の県都である。2009年の人口は26,552人と推定されている。

## 地理
ウム・ハジェルは、チャドの首都ンジャメナの東520km、Abéchéの西140kmに位置し、ハルツームとンジャメナを結ぶ幹線道路上にあり、町の大部分は、橋で渡っているバタ川の左岸の地域である。ウム・ハジャールは経済的にもアベシェと密接な関係にあり、舗装された道路が2つの町を結んでいる。また、ウム・ハジェルにはウム・ハジェル空港がある。

## 歴史
この町には、メデゴ人、メスメヘ人、ビララ人、コウカ人、マサラット人、アラブ人など、いくつかの民族言語グループが共存している。ウム・ハジェルは、アベシェに近いこともあり、国内で最初にイスラム教が広まった場所の一つであると、一部の歴史家は語っている。戦略的な位置に位置し、1982年、1990年、2008年1月に政府軍と反政府軍によって戦闘が発生した。

## 経済・社会・宗教

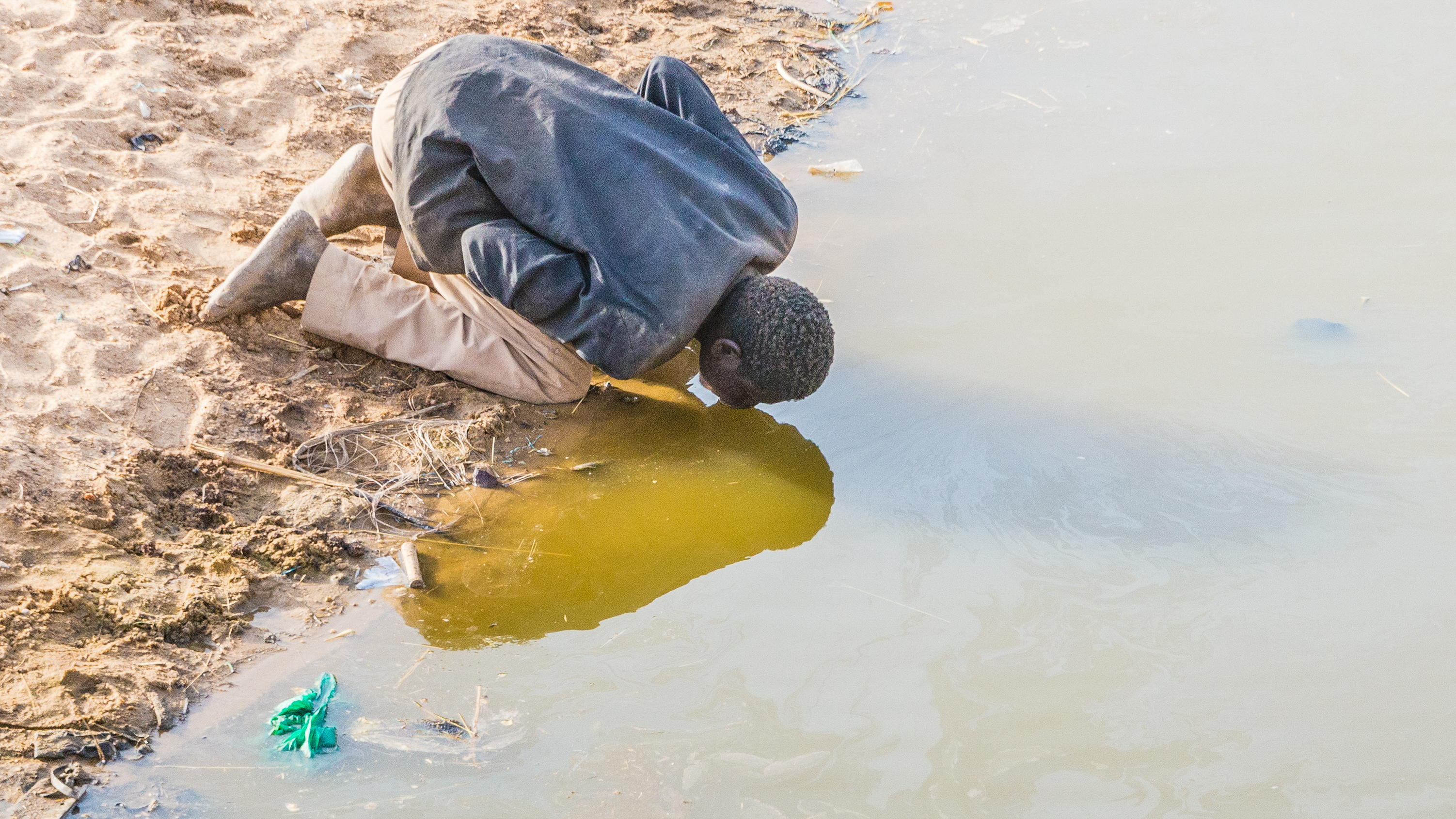
バタで水を飲む男性。

ビルギット人、カジャクセ人、マスメディ人は、狩猟と採集をする人々である。農業は大規模なものではない。彼らは山間部の土地で耕作しようとしていて、主な作物はキビである。ビルギット人、カジャクセ人、マスメディ人は隣国のアラブ人と交易し、キビをミルクや美術品と交換している。自給自足である農業以外にも、牛や羊、馬の飼育はこれらの人々にとって大きな財産となっている。ビルギット人、カジャクセ人、マスメディ人の間だけでなく、隣人であるムービ人、ダッジョ人、コウカ人との間でも婚姻関係がある。しかし、ビルギット人、カジャクセ人、マスメディ人から見て劣等とされる人々、つまり鍛冶屋や密猟者、キリスト教などの他宗教の人々とは結婚しない。村の行政官は、支庁長、州長、村長、土地長、地区長、宗教官はイマームとマラブーである。地域全体が平原やサバンナ地帯であるにもかかわらず、乾季になると住民にとって飲料水へのアクセスが大きな問題となる。多くの村では保健所や教育センターが不足している。

## 教育
ウム・ハジェルには、サフィ・アブデルカデル・バイリンガル高校、バイリンガルSGアブデルケリム・チベット高校、バタ川のほとりに建設中の別の高校の計3つの高校がある。
中央学校、シャンデリア学校、ヒレ・グミエ学校、アム・ジエ学校、ファティマ・アル・アラビア学校、アル・フーダ学校、アム・リッチ学校など、多くの小学校がある。

## 行政
ウム・ハジェルは、同市が属する支庁の名前でもある。州知事と副知事、市長、議会でウム・ハジェルを代表する3人の副知事、カントン長（カントンマサラット）、警察と軍隊が置かれている。